# Phortica linae
Phortica linae är en tvåvingeart som först beskrevs av Maca och Chen 1993.  Phortica linae ingår i släktet Phortica och familjen daggflugor.
Artens utbredningsområde är Taiwan. Inga underarter finns listade i Catalogue of Life.